# Alain Resnais
Alain Resnais (pron. ɑlɑ̃ ʁɛ-nɛ) (Vannes, 3 de junho de 1922 — Paris, 1º de março de 2014) foi um realizador, roteirista e montador francês, autor de filmes considerados como obras-primas de ficção poética, tais como Hiroshima mon amour (Hiroshima, meu amor), de 1959, com roteiro de Marguerite Duras, e L'année dernière à Marienbad (O Ano Passado em Marienbad), de 1961, com roteiro de Alain Robbe-Grillet. Ambos os filmes abordam questões relacionadas com o tempo e a memória. O Ano passado em Marienbad - com uma estrutura narrativa não convencional, em que realidade e ficção se sobrepõem, enquanto as referências espaço-temporais se confundem - foi recebido com certa perplexidade, por parte da audiência, e gerou controvérsia entre os críticos: alguns elogiaram o filme, como sendo uma obra-prima, enquanto outros o consideraram simplesmente ininteligível.
Resnais também realizou documentários de grande importância na história do cinema, como Nuit et brouillard (Noite e nevoeiro), de 1955, sobre as instruções de deportação dos oponentes Reich  para campos de concentração. O filme é tido como um dos melhores documentários sobre a Segunda Guerra Mundial.
Alain Resnais é considerado como um dos expoentes da Nouvelle Vague e um dos fundadores da modernidade cinematográfica europeia - ao lado de Roberto Rossellini, Ingmar Bergman e  Michelangelo Antonioni - por ter colocado em questão a gramática do cinema clássico e de desconstruir a narrativa linear.

## Vida pessoal
Casou-se com Sabine Azéma em 1998. Antes tinha sido casado com Florence Malraux (filha de André Malraux).

## Filmografia

### Longas-metragens
| Ano  | Título original              | Título no Brasil                   | Título em Portugal               | Observações                                                      |
| 2014 | Aimer, boire et chanter      |                                    | Amar, Beber e Cantar             |                                                                  |
| 2012 | Vous n'avez encore rien vu   | Vocês ainda não viram nada         |                                  |                                                                  |
| 2009 | Les Herbes Folles            | Ervas Daninhas                     | As Ervas Daninhas                |                                                                  |
| 2007 | Cœurs                        | Medos Privados em Lugares Públicos | Corações                         |                                                                  |
| 2006 | Petites peurs partagées      |                                    |                                  |                                                                  |
| 2003 | Pas sur la bouche            | Beijo na Boca, Não!                | Nos Lábios Não                   |                                                                  |
| 1997 | On connaît la chanson        | Amores Parisienses                 | É Sempre a Mesma Cantiga         |                                                                  |
| 1993 | Smoking/No Smoking           | Smoking e No Smoking               | Fumar/Não Fumar                  | filmes complementares, feitos para serem assistidos em sequência |
| 1989 | I Want to Go Home            | Quero Ir para Casa                 | Quero Ir para Casa               |                                                                  |
| 1986 | Mélo                         | Melodia Infiel                     | Mélo                             |                                                                  |
| 1984 | L'Amour à mort               | Amor à Morte                       | Amor Eterno                      |                                                                  |
| 1983 | La vie est un roman          | A Vida é um Romance                | A Vida é um Romance              |                                                                  |
| 1980 | Mon oncle d'Amérique         | Meu Tio da América                 | O Meu Tio da América             |                                                                  |
| 1977 | Providence                   | Providence                         | Providence                       |                                                                  |
| 1974 | Stavisky                     | Stavisky                           | Stavisky, o Grande Jogador       |                                                                  |
| 1968 | Je t'aime, je t'aime         | Eu te amo, eu te amo               | Eu Amo-te, Eu Amo-te             |                                                                  |
| 1967 | Loin du Vietnam              | Longe do Vietnã                    | Longe do Vietnam                 |                                                                  |
| 1966 | La Guerre est finie          | A Guerra acabou                    | A Guerra Acabou                  |                                                                  |
| 1963 | Muriel                       | Muriel                             | Muriel ou o Tempo de um Regresso |                                                                  |
| 1961 | L'année dernière à Marienbad | O Ano passado em Marienbad         | O Ano Passado em Marienbad       |                                                                  |
| 1959 | Hiroshima mon amour          | Hiroshima Meu Amor                 | Hiroshima Meu Amor               |                                                                  |

### Curtas e médias-metragens, filmes de episódios
- 1992: "Gershwin" (média-metragem)
- 1991: "Contra o esquecimento" ("Contre l'oubli"): episódio "Pour Esteban Gonzalez, Cuba"
- 1973: "L'An 01" (co-dirigido por Jean Rouch e Jacques Doillon)
- 1968: "Cinétracts" (série de curtas, também dirigidos por Jean-Luc Godard, Chris Marker e outros)
- 1958: "Le Chant du Styrène"
- 1957: "Le mystère de l'atelier quinze"
- 1956: "Toda a memória do mundo" ("Toute la mémoire du monde")
- 1955: "Nuit et brouillard" (br: Noite e Neblina/ pt: Noite e Nevoeiro)
- 1953: "Les statues meurent aussi"
- 1952: "Pictura"
- 1950: "Gauguin"
- 1950: "Guernica
- 1948: "Châteaux de France"
- 1948: "Les jardins de Paris"
- 1948: "Malfray"
- 1947: "L'alcool tue" (assinado com o pseudônimo Alzin Rezarail)
- 1947: "La bague"
- 1947: "Journée naturelle"
- 1947: "Le lait Nestlé"
- 1947: "Portrait d'Henri Goetz"
- 1947: "Van Gogh"
- 1947: "Visite à César Doméla"
- 1947: "Visite à Félix Labisse"
- 1947: "Visite à Hans Hartnung"
- 1947: "Visite à Lucien Coutaud"
- 1947: "Visite à Oscar Dominguez"
- 1946: "Ouvert pour cause d'inventaire"
- 1946: "Schéma d'une identification"